# Fosfatidilcolina-dolicolo O-aciltransferasi
La fosfatidilcolina-dolicolo O-aciltransferasi è un enzima appartenente alla classe delle transferasi, che catalizza la seguente reazione:
3-sn-fosfatidilcolina + dolicolo ⇄ 1-acil-sn-glicero-3-fosfocolina + acildolicolo